# Joegoslavisch handbalkampioenschap
Het Joegoslavische handbalkampioenschap was de hoogste handbalcompetitie in de Socialistische Federatieve Republiek Joegoslavië.
De competitie werd tussen 1995 en 1991 gespeeld, dus bijna vier decennia lang. De eerste vijf edities van 1953 tot 1957 werden beslist via een play-offtoernooi, dat werd betwist door clubs die zich hadden gekwalificeerd via de regionale competities, voordat er een reguliere round-robin-league-indeling werd geïntroduceerd voor het seizoen 1957-58.
Na de ontbinding van Joegoslavië begin jaren negentig werd de wedstrijd uiteindelijk opgevolgd door de volgende handbalcompetities:
- Premijer Liga
- Premijer Liga
- Super League
- Prva Muška Liga
- Merkur osiguranje Superleague
- Eerste League

## Heren
| - .... 1953 Prvomajska - .....1954 Prvomajska - .....1955 Crvena Zvezda - .....1956 Crvena Zvezda - .....1957 Zagreb - 1957-58 Partizan Bjelovar - 1958-59 Borac Banja Luka - 1959-60 Borac Banja Luka - 1960-61 Partizan Bjelovar - 1961-62 Zagreb | - 1962-63 Zagreb - 1963-64 Prvomajska/Medveščak - 1964-65 Zagreb - 1965-66 Medveščak - 1966-67 Partizan Bjelovar - 1967-68 Partizan Bjelovar - 1968-69 Crvenka - 1969-70 Partizan Bjelovar - 1970-71 Partizan Bjelovar - 1971-72 Partizan Bjelovar | - 1972-73 Borac Banja Luka - 1973-74 Borac Banja Luka - 1974-75 Borac Banja Luka - 1975-76 Borac Banja Luka - 1976-77 Partizan Bjelovar - 1977-78 Željezničar Sarajevo - 1978-79 Partizan Bjelovar - 1979-80 Slovan - 1980-81 Borac Banja Luka - 1981-82 Metaloplastika | - 1982-83 Metaloplastika - 1983-84 Metaloplastika - 1984-85 Metaloplastika - 1985-86 Metaloplastika - 1986-87 Metaloplastika - 1987-88 Metaloplastika - 1988-89 Zagreb - 1989-90 Proleter - 1990-91 Zagreb |

### Statistieken
| Titles | Club              | Republiek             |
| ------ | ----------------- | --------------------- |
| 9      | Partizan Bjelovar | Kroatië               |
| 7      | Borac Banja Luka  | Bosnië en Herzegovina |
| 7      | Metaloplastika    | Servië                |
| 6      | Zagreb            | Kroatië               |
| 4      | Medveščak         | Kroatië               |
| 2      | Crvena Zvezda     | Servië                |
| 1      | Crvenka           | Servië                |
| 1      | RK Željezničar    | Bosnië en Herzegovina |
| 1      | Slovan            | Slovenië              |
| 1      | Proleter          | Servië                |

## Dames
| - 1953 Mirko Kljajić - 1954 Železničar Belgrade - 1955 Lokomotiva Virovitica - 1956 Lokomotiva Zagreb - 1957 Spartak Subotica - 1958 Lokomotiva Virovitica - 1959 Lokomotiva Zagreb - 1960 Spartak Subotica - 1961 BSK Belgrade - 1962 Lokomotiva Zagreb - 1963 Spartak Subotica - 1964 Lokomotiva Zagreb - 1965 Lokomotiva Zagreb - 1966 Podravka Koprivnica | - 1967 Podravka Koprivnica - 1968 Lokomotiva Zagreb - 1969 Lokomotiva Zagreb - 1970 Lokomotiva Zagreb - 1971 Voždovac Belgrade - 1972 Radnički Belgrade - 1973 Radnički Belgrade - 1974 Lokomotiva Zagreb - 1975 Radnički Belgrade - 1976 Radnički Belgrade - 1977 Radnički Belgrade - 1978 Radnički Belgrade - 1979 Radnički Belgrade - 1980 Radnički Belgrade | - 1981 Radnički Belgrade - 1982 Radnički Belgrade - 1983 Radnički Belgrade - 1984 Radnički Belgrade - 1985 Budućnost Titograd - 1986 Radnički Belgrade - 1987 Radnički Belgrade - 1988 Voždovac Belgrade - 1989 Budućnost Titograd - 1990 Budućnost Titograd - 1991 Lokomotiva Zagreb - 1992 Budućnost Titograd |

### Statistieken
| Titles | Club                  | Republiek  |
| ------ | --------------------- | ---------- |
| 14     | Radnički Belgrade     | Servië     |
| 10     | Lokomotiva Zagreb     | Kroatië    |
| 3      | Spartak Subotica      | Servië     |
| 2      | Podravka Koprivnica   | Kroatië    |
| 2      | Lokomotiva Virovitica | Kroatië    |
| 2      | Budućnost Titograd    | Montenegro |
| 2      | Voždovac Belgrade     | Servië     |
| 1      | BSK Belgrade          | Servië     |
| 1      | Železničar Belgrade   | Servië     |
| 1      | Mirko Kljajić         | Kroatië    |
| 1      | Budućnost Titograd    | Montenegro |

Albanië · Armenië · Azerbeidzjan · België · Bosnië en Herzegovina · Bulgarije · Cyprus · Denemarken · Duitsland · Engeland · Esland · Faeröer · Finland · Frankrijk · Georgië · Griekenland · Hongarije · IJsland · Ierland · Israel · Italië · Kosovo · Kroatië · Letland · Liechtenstein · Litouwen · Luxemburg · Malta · Moldavië · Monaco · Montenegro · Nederland · Noord-Macedonië · Noorwegen · Polen · Portugal · Roemenië · Rusland · Schotland · Servië · Slowakije · Slovenië · Spanje · Tsjechië · Turkije · Oekraïne · Oostenrijk · Wit-Rusland · Zweden · Zwitserland

BENE-League · SEHA League
Tsjecho-Slowakije · Oost-Duitsland · Sovjet Unie · Joegoslavië · FR Joegoslavië/Servië en Montenegro
Albanië · Armenië · Azerbeidzjan · België · Bosnië en Herzegovina · Bulgarije · Cyprus · Denemarken · Duitsland · Engeland · Estland · Faeröer · Finland · Frankrijk · Georgië · Groot-Brittannië · Griekenland · Hongarije · IJsland · Ierland · Israël · Italië · Kosovo · Kroatië · Letland · Liechtenstein · Litouwen · Luxemburg · Noord-Macedonië · Malta · Moldavië · Monaco · Montenegro · Nederland · Noorwegen · Oekraïne · Oostenrijk · Polen · Portugal · Roemenië · Rusland · Schotland · Servië · Slowakije · Slovenië · Spanje · Tsjechië · Turkije · Wit-Rusland · Zweden · Zwitserland
Tsjecho-Slowakije · Oost-Duitsland · Sovjet Unie · Joegoslavië · FR Joegoslavië/Servië en Montenegro